# 아리네라
아리네라 오토모티브(폴란드어: Arrinera Automotive S.A.)는 폴란드 바르샤바에 있는 스포츠카 제조업체이다.

## 역사
2008년 9월 1일에 설립되었으며 2011년에는 미드 엔진, 리어 드라이브 레이아웃을 사용하는 최초의 컨셉트카를 발표하였다. 두 번째 프로토타입은 2012년에 처음에 베노카라라는 모델명으로 발표되었고 후사랴로 모델명이 변경되었다.

## 주요 차종

### 아리네라 후사랴

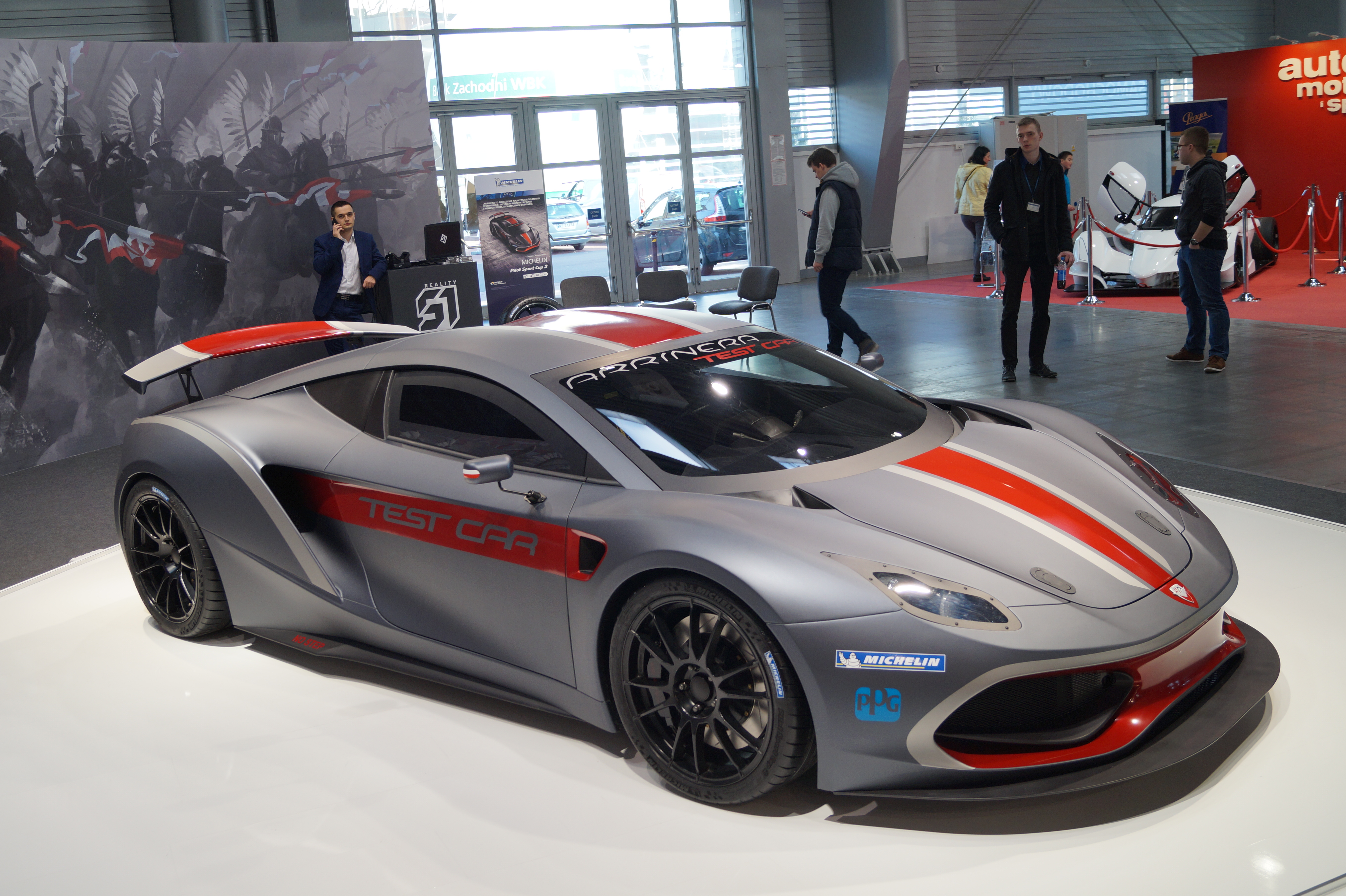

아리네라에서 2016년부터 생산 중인 스포츠카이다.